# Gangjong
Gangjong (né le 10 mai 1152 et mort le 26 août 1213) est le vingt-deuxième roi de la Corée de la dynastie Goryeo. Il a régné de 1211 à sa mort.